# Lochmorhynchus mucidus
Lochmorhynchus mucidus is een vliegensoort uit de familie van de roofvliegen (Asilidae). De wetenschappelijke naam van de soort is voor het eerst geldig gepubliceerd in 1837 door Walker.